# Jamie Bernadette
Jamie Bernadette Watkins (Kankakee, 14 dicembre 1987) è un'attrice statunitense.

## Biografia
Ultima nata in una famiglia di nove figli, cresciuti dalla sola madre dopo avere perso il padre a distanza di quattro mesi dalla sua nascita, Bernadette comincia a recitare in teatro all'età di dieci anni, proseguendo durante le scuole superiori. Giunta a un bivio quando si trova a decidere se sposarsi e restare nella sua città natale di Kankakee oppure trasferirsi a Los Angeles per intraprendere la carriera di attrice, sceglie di partire con appena 600$ in tasca.
Nel 2007 ottiene il suo primo ruolo partecipando a un episodio della serie televisiva Tell Me You Love Me - Il sesso. La vita e l'anno dopo il regista Ulli Lommel la dirige in Son of Sam. Nel 2015 appare in Mortdecai e in Jem e le Holograms; appassionata fin da piccola dei film horror, l'anno seguente scrive, coproduce ed è l'interprete principale di The 6th Friend che ottiene diversi riconoscimenti internazionali. Continuando ad alternarsi fra cinema e televisione, nel 2017 prende parte a un episodio di NCIS: New Orleans. Reduce da una serie di esperienze in film horror indipendenti, nel 2019 il regista Meir Zarchi l'affianca a Camille Keaton assegnandole il ruolo di Christy Hills in I Spit on Your Grave: Deja Vu, il primo sequel ufficiale del cult rape & revenge Non violentate Jennifer (1978).

## Filmografia

### Cinema
- Struck (cortometraggio), regia di Taron Lexton (2008)
- Son of Sam, regia di Ulli Lommel (2008)
- Absolute Evil, regia di Ulli Lommel (2009)
- Nightstalker, regia di Ulli Lommel (2009)
- Mortal Kombat: Rebirth (cortometraggio), regia di Kevin Tancharoen (2010)
- Lake Death, regia di Creep Creepersin (2010)
- MILF, regia di Scott Wheeler (2010)
- The Porcelain Grave (cortometraggio), regia di Kelechi Okoro (2010)
- Mirk Riders (cortometraggio), regia di David Becker (2010)
- 365 Days, regia di Menetie T. Ejeye (2011)
- Justice on the Border, regia di Spencer Lighte (2011)
- Celebrity Sex Tape, regia di Scott Wheeler (2012)
- Operation Terror, regia di Paul Cross (2012)
- Reel Evil, regia di Danny Draven (2012)
- Steampunk Samurai Biker Chick, regia di Jose Figueroa (2012)
- Resident Evil: Resurrection (cortometraggio), regia di Geo Marquez (2012)
- Manhaters!, regia di Jim Towns (2012)
- Axeman, regia di Joston Theney (2013)
- The Secret Children, regia di Hiroshi Nakajima (2014)
- The Bunnyman Massacre, regia di Carl Lindbergh (2014)
- The Knockout Game (cortometraggio), regia di Benjamin Goalabré (2014)
- Mile Marker Seven, regia di Anthony Scarpulla ed Anthony L. Torrez (2014)
- See Me (cortometraggio), regia di Diane Cornell (2014)
- Mortdecai, regia di David Koepp (2015)
- What Now, regia di Ash Avildsen (2015)
- Scarf, regia di Yong Dae Lee (2015)
- Jem e le Holograms (Jem and the Holograms), regia di Jon M. Chu (2015)
- Let's Be Evil, regia di Martin Owen (2016)
- The Demon in the Dark (cortometraggio), regia di Letia Clouston (2016)
- Hot Bot, regia di Michael Polish (2016)
- 13 Days, regia di Anthony Scarpulla ed Anthony L. Torrez (2016)
- All Girls Weekend, regia di Lou Simon (2016)
- Face of Evil, regia di Vito Dinatolo (2016)
- The 6th Friend, regia di Letia Clouston (2016)
- Sinbad and the War of the Furies, regia di Scott Wheeler (2016)
- Elder Island, regia di Darrin James (2016)
- Un lugar en el Caribe, regia di Juan Carlos Fanconi (2017)
- American Satan, regia di Ash Avildsen (2017)
- Killing Joan, regia di Todd Bartoo (2018)
- 4/20 Massacre, regia di Dylan Reynolds (2018)
- Every 21 Seconds, regia di Kuba Luczkiewicz (2018)
- Smothered by Mothers, regia di Brian Herzlinger (2019)
- I Spit on Your Grave: Deja Vu, regia di Meir Zarchi (2019)
- The Furnace, regia di Darrell Roodt (2019)
- Darling Nikki, regia di Gregory Hatanaka (2019)
- Reality Queen!, regia di Steven Jay Bernheim (2020)
- The Bone Box, regia di Luke Genton (2020)
- Dead by Dawn, regia di Sean Cain (2020)

### Televisione
- Tell Me You Love Me - Il sesso. La vita (Tell Me You Love Me) - serie TV, episodio 1x03 (2007)
- 1000 modi per morire (1000 Ways to Die) - serie TV documentario, episodio 4x03 "Ready or Not Here Comes Death" (2011)
- N.Y.P.D.M. - serie TV, episodio 1x06 "Sorores" (2011)
- A Mann's World - film TV, regia di Michael Patrick King (2011)
- Broken Toy - serie TV, episodio 2x07 "Good Guy?" (2012)
- Deadly Wives - serie TV documentario, episodi "Body of Water" e "Vanishing Acts" (2013-2014)
- Vicini del terzo tipo (The Neighbors) - serie TV, episodio 2x19 "Uncle Benjamin" (2014)
- Coyote Munch Mini-Mart - serie TV, episodi 1x03,04,05,06 (2015-2016)
- NCIS: New Orleans - serie TV, episodio 4x03 "Mai dire mai" (2017)
- Midnight, Texas – serie TV, episodio 2x07 (2018)
- Uno studente quasi perfetto (The Wrong Teacher), regia di David DeCoteau – film TV (2018)